# Tina Mazeová
Tina Mazeová (nepřechýleně: Maze, * 2. května 1983 Slovenj Gradec) je bývalá slovinská reprezentantka v alpském lyžování, specializující se během kariéry především na točivé disciplíny – obří slalom a slalom. Představuje prvního slovinského olympijského vítěze ze zimních her, když vyhrála dvě zlaté medaile ve sjezdu a obřím slalomu na Zimních olympijských hrách 2014 v Soči.
Stala se také čtyřnásobnou mistryní světa v obřím slalomu z Garmische 2011, v Super–G ze Schladmingu 2013 a konečně ve sjezdu i superkombinaci z Beaver Creeku a Vailu 2015. Ve Světovém poháru 2013 vyhrála celkovou klasifikaci a získala velký křišťálový glóbus. Dvě prvenství v podobě malých křišťálových glóbů si zajistila v Super–G a obřím slalomu. Vyhrála také superkombinaci, v níž obdržela zlatou medaili.
Jedenáct vítězných závodů v sezóně 2013 jí zajistilo rekordní bodový zisk v historii Světového poháru, když nasbírala 2 414 bodů, čímž překonala stávající maximum 2 000 bodů Hermanna Maiera ze sezóny 2000. Vylepšila také jeho absolutní rekord 22 umístění do třetího místa v jedné sezóně, když na medailové pozici dojela ve 24 závodech.
Během kariéry ve světovém poháru vyhrála dvacet šest závodů, z toho čtrnáct v obřím slalomu a 81krát se probojovala na pódiové umístění, do 3. místa. Poté, co si 13. ledna 2013 připsala premiérový triumf v Super G, stala se šestou lyžařkou historie, která dokázala zkompletovat vítězství ze všech pěti soutěžních disciplín.
Ve Světovém poháru 2011 se umístila na konečném 3. místě, v sezóně SP 2012 pak za Vonnovou na 2. místě.
Na Mistrovství světa 2009 ve francouzském Val-d'Isère získala stříbrnou medaili v obřím slalomu. Na Zimních olympijských hrách 2010 ve Vancouveru dojela dvakrát na druhém místě v Super G a obřím slalomu. Na Zahajovacím ceremoniálu vancouverské olympiády byla vlajkonoškou slovinské výpravy.
Premiérový titul ze sjezdu získala v únoru 2008 ve Svatém Mořici, čímž se stala první slovinskou ženou, která vyhrála v této disciplíně. Závodní dráhu ukončila 7. ledna 2017, ve věku 33 let.
V letech 2005, 2010, 2011, 2013 a 2014 byla vyhlášena nejlepší slovinskou sportovkyní.

## Sportovní kariéra

### 2013: Velký křišťálový glóbus a mistryně světa
Ve Světovém poháru vyhrála celkovou klasifikaci a získala velký křišťálový glóbus. Malé křišťálové glóby si připsala v Super–G a obřím slalomu. Vyhrála také celkovou klasifikaci superkombinace, v níž obdržela zlatou medaili.
V sezóně se stala třetí ženou historie, která dokázala zvítězit ve všech pěti disciplínách Světového poháru během jednoho ročníku. Triumfem z 2. března 2013 v garmischském sjezdu překonala absolutní rekord Světového poháru, když jako první, včetně mužů, překonala hranici 2 000 bodů v jediném ročníku soutěže. Do té doby držel bodový rekord Rakušan Hermann Maier. Dne 13. března téhož roku byl zrušen poslední sjezd v Lenzerheide, což znamenalo, že v této disciplíně skončila o jediný bod na druhém místě za Vonnovou.
Do posledního slalomu sezóny ve švýcarském Lenzerheide, konaného 16. března 2013, vstupovala jako vedoucí žena slalomové soutěže s náskokem sedmi bodů před úřadující mistryní světa Američankou Mikaelou Shiffrinovou. První kolo vyhrála a před Shiffrinovou na čtvrté pozici měla náskok 1,17 sekundy. Ve druhém kole však Američanka, tři dny po svých osmnáctých narozeninách, podala nejlepší výkon ze všech závodnic a vyhrála druhou polovinu i celý závod. Mazeová, která startovala jako poslední měla ještě na posledním měřeném mezičase náskok čtrnácti setin sekundy, který prohospodařila a do cíle dojela na třetím místě se ztrátou třiceti pěti setin sekundy. V sezónním hodnocení slalomu Světového poháru tak malý glóbus připadl Shiffrinové, když získala 688 bodů a Slovinka za ní zaostala o  třicet tři bodů.

### 2015: Dvě zlata a stříbro z mistrovství světa
Na únorovém Mistrovství světa v alpském lyžování 2015 v coloradských střediscích Vail a Beaver Creek si dojela jako obhájkyně prvenství v úvodním Super-G pro stříbrnou medaili, když zaostala o tři setiny sekundy za Rakušankou Annou Fenningerovou.
V roli průběžné vedoucí závodnice světového poháru pak na šampionátu vyhrála druhou disciplínu sjezd, když vrátila největší rivalce Fenningerové předešlou prohru téměř stejně těsným rozdílem dvou setin sekundy. Jakožto úřadující olympijská vítězka ze sočských her se zapsala do historie lyžování ziskem zlata ze světového šampionátu, když naposledy se tento málo frekventovaný výkon podařil o třicet let dříve Michele Figiniové na ZOH 1984 a následném MS 1985. Stala se také první slovinskou lyžařkou, která vybojovala medailové pořadí ve sjezdovém závodu. K titulu uvedla: „Věděla jsem, že Fenningerová jela dobře a že to bude těsné. Tentokrát bylo štěstí na mojí straně.“ Druhé zlato ze světového šampionátu přidala v superkombinaci, když opanovala pořadí úvodní sjezdové části a pátý čas ze slalomu jí stačil k zisku titulu o dvacet dva setin sekundy před druhou Rakušankou Nicole Hospovou.
Ve Světovém poháru zvítězila ve čtyřech závodech. Zisk 1531 bodů jí zajistil celkové druhé místo, když na vítězku velkého křišťálového glóbu Annu Fenningerovou ztratila jen 22 bodů. Na druhé pozici skončila také v konečné dílčí klasifikaci kombinační soutěže, opět za Fenningerovou.

### Ukončení kariéry
V květnu 2015 oznámila, že se rozhodla na jeden rok odpočinout od závodění. Vynechala tak sezónu 2015–2016, aby se soustředila na studium. Dne 20. října 2016 pak v rakouském Söldenu uvedla, že soutěžní lyžování opustí a definitivně ukončí kariéru. Posledním oficiálním závodem se stal obří slalom v Mariboru, konaný 7. ledna 2017. Symbolicky tak odjela poslední závod na stejném svahu, kde v roce 1999 prožila svůj debut ve světovém poháru.

## Soukromý život
Trvalé bydliště má ve slovinském městě Črna na Koroškem. Partnerem je o šestnáct let starší její osobní italský trenér Andrea Massi, jenž pochází z příhraničního města Gorizia.

## Sezónní vítězství – křišťálové glóby

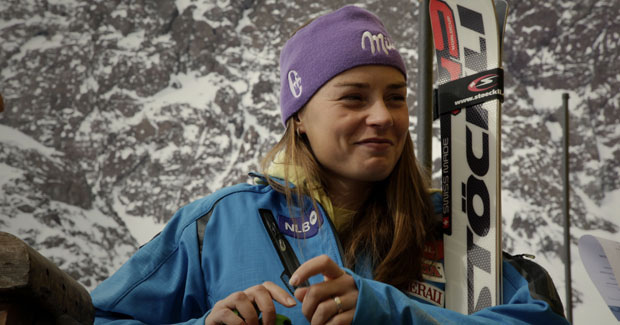
Tina Mazeová, 2011

| křišťálový glóbus | Sezóna |             |
| křišťálový glóbus | Sezóna | Disciplína  |
| křišťálový glóbus | 2013   | celkově     |
| křišťálový glóbus | 2013   | obří slalom |
| křišťálový glóbus | 2013   | Super–G     |

## Vítězství ve Světovém poháru
Přehled
- 26 vítězství
  - 14 vítězství v obřím slalomu
  - 3 vítězství v superkombinaci
  - 4 vítězství ve sjezdu
  - 4 vítězství ve slalomu
  - 1 vítězství v Super G

- 81krát na pódiu (do třetího místa; 28x obří slalom, 17x slalom, 17x Super-G, 11x sjezd, 6x superkombinace, 2x paralelní slalom)

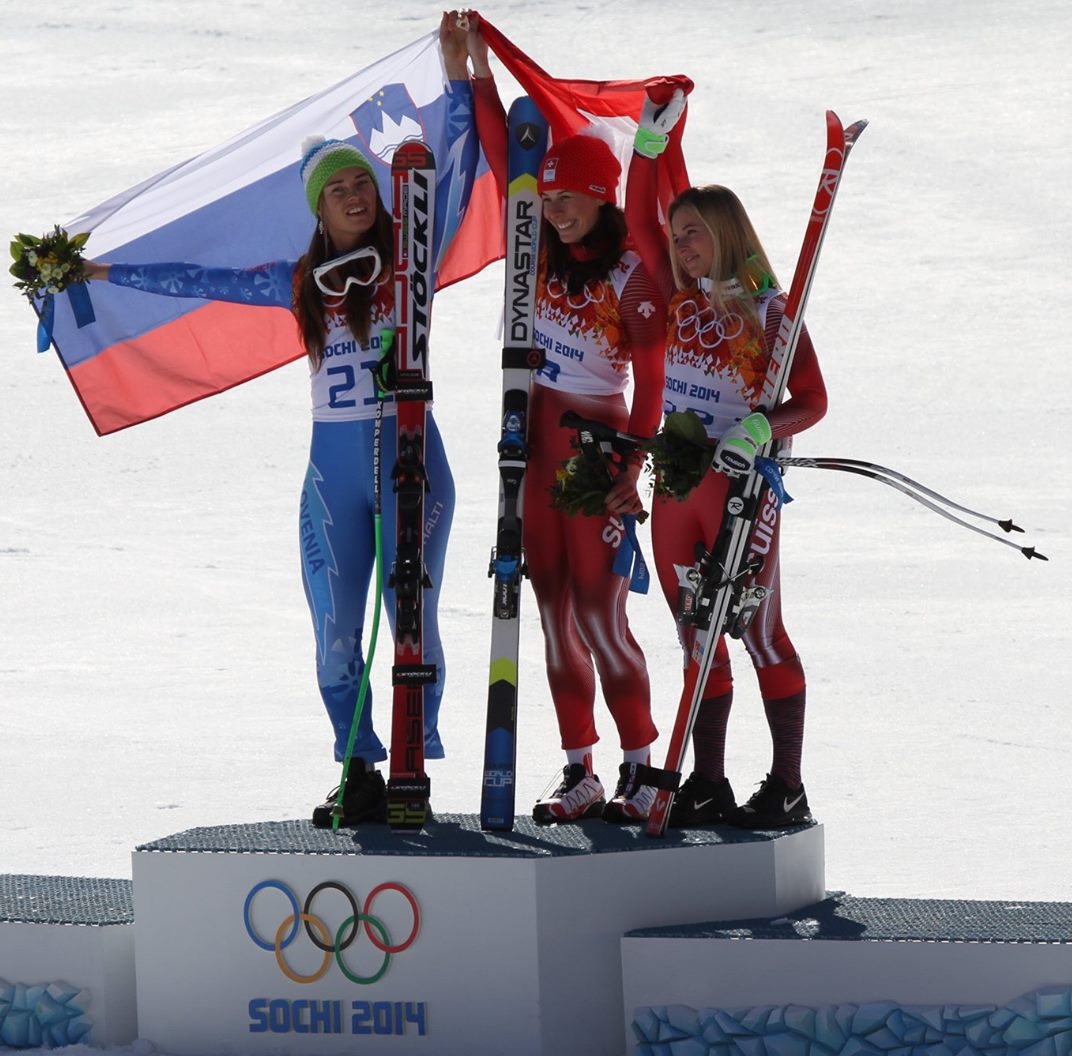
Medailistky sjezdu na ZOH 2014, zlaté Mazeová s Gisinovou a bronzová Gutová

| Datum              | místo konání               | disciplína     |
| 26. říjen 2002     | Sölden, Rakousko           | obří slalom    |
| 22. prosince 2004  | Svatý Mořic, Švýcarsko     | obří slalom    |
| 8. ledna 2005      | Santa Caterina, Itálie     | obří slalom    |
| 22. ledna 2005     | Maribor, Slovinsko         | obří slalom    |
| 22. října 2005     | Sölden, Rakousko           | obří slalom    |
| 2. února 2008      | Svatý Mořic, Švýcarsko     | sjezd          |
| 10. ledna 2009     | Maribor, Slovinsko         | obří slalom    |
| 14. března 2009    | Åre, Švédsko               | obří slalom    |
| 11. března 2010    | Garmisch, Německo          | obří slalom    |
| 4. března 2011     | Tarvisio, Itálie           | superkombinace |
| 18. března 2011    | Lenzerheide, Švýcarsko     | slalom         |
| 27. října 2012     | Sölden, Rakousko           | obří slalom    |
| 24. listopadu 2012 | Aspen, Spojené státy       | obří slalom    |
| 7. prosince 2012   | Svatý Mořic, Švýcarsko     | superkombinace |
| 9. prosince 2012   | Svatý Mořic, Švýcarsko     | obří slalom    |
| 16. prosince 2012  | Courchevel, Francie        | obří slalom    |
| 13. ledna 2013     | St. Anton, Rakousko        | Super G        |
| 27. ledna 2013     | Maribor, Slovinsko         | slalom         |
| 24. února 2013     | Méribel, Francie           | superkombinace |
| 2. března 2013     | Garmisch, Německo          | sjezd          |
| 10. března 2013    | Ofterschwang, Německo      | slalom         |
| 17. března 2013    | Lenzerheide, Švýcarsko     | obří slalom    |
| 25. ledna 2014     | Cortina d'Ampezzo, Itálie  | sjezd          |
| 15. listopadu 2014 | Levi, Finsko               | slalom         |
| 5. prosince 2014   | Lake Louise, Spojené státy | sjezd          |
| 12. prosince 2014  | Åre, Švédsko               | obří slalom    |

## Konečné pořadí ve Světovém poháru
| Sezóna                      |           |             |           |           |           |          |
| Celkové                     | Slalom    | Obří slalom | Super-G   | Sjezd     | Kombinace |          |
| 2001                        | 54. (109) | 44. (16)    | 23. (93)  | –         | –         | –        |
| 2002                        | 36. (236) | 44. (12)    | 8. (224)  | –         | –         | –        |
| 2003                        | 38. (190) | –           | 13. (190) | –         | –         | –        |
| 2004                        | 33. (244) | –           | 8. (234)  | 47. (10)  | –         | –        |
| 2005                        | 10. (650) | 39. (17)    | 4. (366)  | 9. (236)  | 31. (31)  | -        |
| 2006                        | 14. (525) | 46. (7)     | 7. (309)  | 13. (164) | 37. (36)  | 32. (9)  |
| 2007                        | 30. (268) | 51. (7)     | 19. (81)  | 10. (143) | –         | 19. (37) |
| 2008                        | 28. (287) | –           | 30. (24)  | 19. (98)  | 18. (125) | 17. (40) |
| 2009                        | 6. (852)  | –           | 3. (368)  | 7. (202)  | 6. (256)  | 21. (26) |
| 2010                        | 4. (943)  | 6. (272)    | 3. (372)  | 8. (200)  | 25. (67)  | 14. (32) |
| 2011                        | 3. (1139) | 7. (295)    | 6. (208)  | 18. (83)  | 8. (261)  | 2. (212) |
| 2012                        | 2. (1402) | 3. (413)    | 5. (367)  | 4. (257)  | 9. (210)  | 2. (125) |
| 2013                        | 1. (2414) | 2. (655)    | 1. (800)  | 1. (420)  | 2. (339)  | 1. (200) |
| 2014                        | 4. (964)  | 12. (148)   | 10. (184) | 7. (183)  | 3. (409)  | 6. (40)  |
| 2015                        | 2. (1531) | 3. (439)    | 5. (266)  | 3. (390)  | 3. (356)  | 2. (80)  |
| v závorce uveden počet bodů |           |             |           |           |           |          |

## Výsledky na zimních olympijských hrách

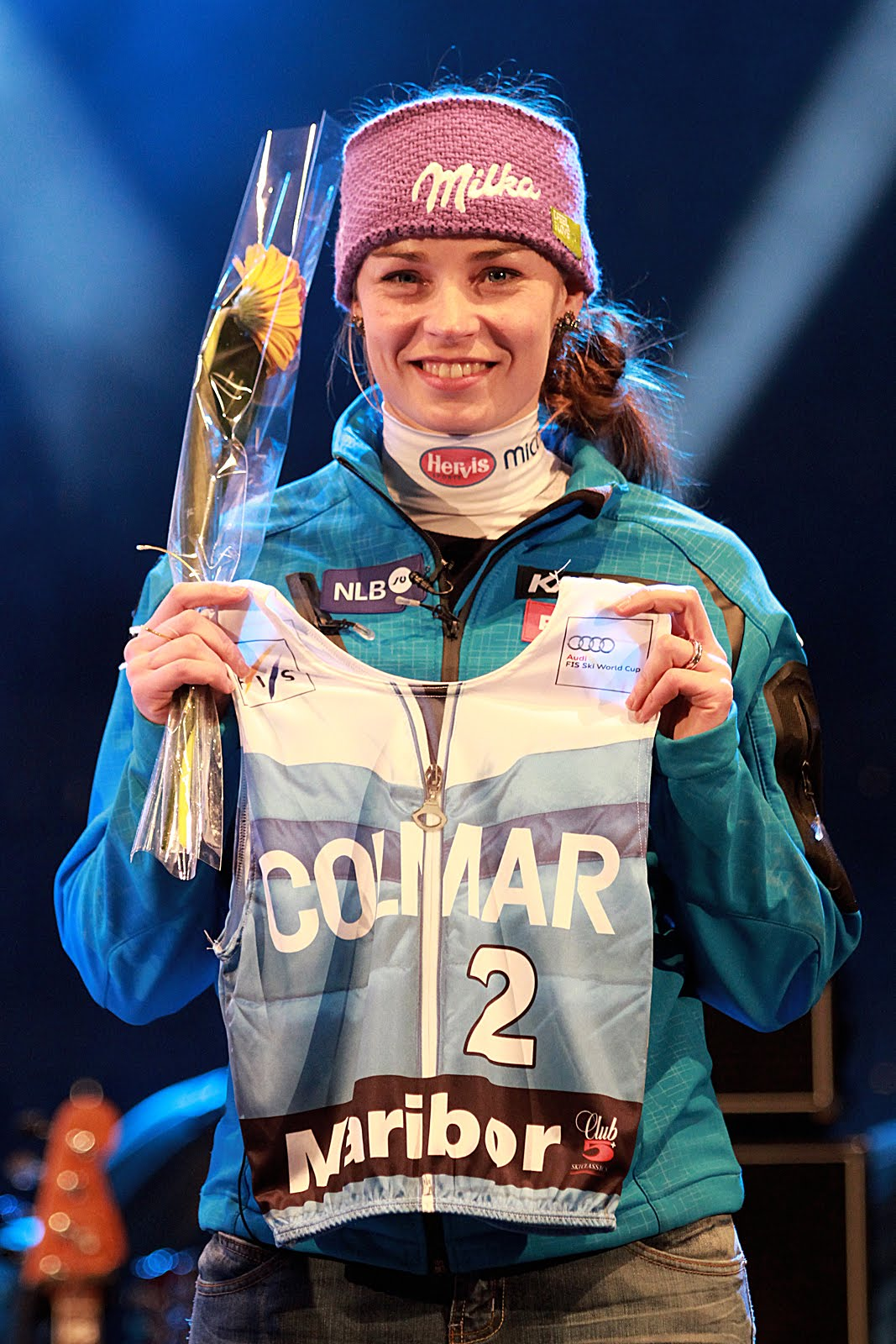
Tina Mazeová, 2011

| Rok  |        |             |         |       |           |    |
| Věk  | Slalom | Obří slalom | Super-G | Sjezd | Kombinace |    |
| 2002 | 18     | —           | 12.     | —     | —         | —  |
| 2006 | 22     | —           | 12.     | 39.   | —         | —  |
| 2010 | 26     | 9.          | 2.      | 2.    | 18.       | 5. |
| 2014 | 30     | 8.          | 1.      | 5.    | 1.        | 4. |

## Výsledky na mistrovství světa
| Rok                                         |        |             |         |       |           |      |
| Věk                                         | Slalom | Obří slalom | Super-G | Sjezd | Kombinace |      |
| 2001                                        | 17 let | 16          | 22      | 32    | —         | —    |
| 2003                                        | 19 let | DNF1        | 5.      | —     | —         | —    |
| 2005                                        | 21 let | DNF2        | DNF1    | 6.    | —         | 10.  |
| 2007                                        | 23 let | DNF1        | 22.     | 14.   | —         | DNF2 |
| 2009                                        | 25 let | —           | 2.      | 5.    | 14.       | DNF2 |
| 2011                                        | 27 let | 5.          | 1.      | 11.   | 5.        | 2.   |
| 2013                                        | 29 let | 5.          | 2.      | 1.    | 7.        | 2.   |
| 2015                                        | 31 let | 8.          | 5.      | 2.    | 1.        | 1.   |
| DNF1/2 – nedojela do cíle v 1. nebo 2. kole |        |             |         |       |           |      |